# 표어

1995년, FDA가 담배 규제 권한을 주장하자 담배 업계의 거센 반대에 부딪혀 소송과 "Keep FDA Off the Farm"이라는 슬로건이 터져 나왔다.

표어(標語), 구호(口號), 슬로건(영어: Slogan)은 특정 씨족이나 정치적, 상업적, 종교적 또는 기타 맥락에서 대중 또는 보다 명확하게 정의된 목표 그룹을 설득할 목적으로 아이디어 또는 목적의 반복적인 표현으로 사용되는 기억하기 쉬운 좌우명 또는 구이다. 옥스퍼드 영영사전은 슬로건을 "광고에 사용되는 짧고 인상적이거나 기억에 남는 구"라고 정의한다. 슬로건은 일반적으로 기억하기 쉽고 매우 간결하며 청중에게 매력적인 속성을 가지고 있다.

## 어원
슬로건(slogan)이라는 단어는 스코틀랜드 스코틀랜드 게일어와 아일랜드어의 sluagh-ghairm (sluagh '군대', '무리' 및 gairm '외침')의 앙글리시즘인 슬로건(slogorn)에서 유래했다. 조지 E. 섕클(George E. Shankel)의 (1941, 덴턴 1980 인용) 연구는 "영어를 사용하는 사람들이 1704년경부터 이 용어를 사용하기 시작했다"고 밝히고 있다. 당시 이 용어는 "어떤 사람이나 단체의 독특한 음조, 구절 또는 외침"을 의미했다. 슬로건은 중세 유럽 대륙 전역에서 흔했으며, 주로 야간이나 혼란스러운 전투 상황에서 개인을 제대로 식별하기 위한 암호로 사용되었다.

## 호감도
크리민스(Crimmins, 2000, 다스, 쿠마르, 콜리, 토마스, 2014 인용)의 연구는 브랜드가 매우 귀중한 기업 자산이며, 기업 총 가치의 많은 부분을 차지할 수 있음을 시사한다. 이를 염두에 두고, 켈러(Keller, 1993, 다스, 쿠마르, 콜리, 토마스, 2014 인용)의 연구를 고려하면, 브랜드는 세 가지 다른 구성 요소로 이루어져 있다고 제시한다. 여기에는 이름, 로고 및 슬로건이 포함된다. 브랜드 이름과 로고는 모두 수신자가 해석하는 방식에 따라 변경될 수 있다. 따라서 슬로건은 브랜드를 나타내는 데 큰 역할을 한다(다스, 쿠마르, 콜리, 토마스, 2014). 그러므로 브랜드 이름이 호감을 얻고 슬로건 메시지가 매우 명확하고 간결하게 전달되기 위해서는 슬로건이 호감을 불러일으켜야 한다.
다스, 쿠마르, 콜리, 토마스(2014)의 연구에 따르면 슬로건의 호감도를 구성하는 특정 요인들이 있다. 브랜드가 슬로건 안에 인코딩하려는 메시지의 명확성. 슬로건은 그것이 나타내는 제품 또는 서비스의 이점을 강조한다. 슬로건의 창의성은 슬로건의 호감도에 긍정적인 영향을 미치는 또 다른 요인이다. 마지막으로, 슬로건에서 브랜드 이름을 제외하는 것은 브랜드 자체의 호감도에 긍정적인 영향을 미친다. 광고주들은 브랜드를 위한 슬로건을 만들 때 이러한 요인들을 고려해야 한다. 왜냐하면 브랜드는 회사에 매우 귀중한 자산이며, 슬로건은 브랜드 이미지의 세 가지 주요 구성 요소 중 하나임을 명확히 보여주기 때문이다.

## 용례
원래 용례는 게일 군대 사이에서 씨족 좌우명으로 사용되는 것을 의미한다. 마케팅 슬로건은 미국에서는 종종 태그라인으로 불리며, 영국에서는 스트랩라인으로 불린다. 유럽인들은 베이스라인, 시그니처, 클레임 또는 페이오프라는 용어를 사용한다. "슬로건 사용(Sloganeering)"은 담론을 슬로건 수준으로 저하시키는 활동에 대한 대부분 경멸적인 용어이다.
슬로건은 나타내고자 하는 제품, 서비스 또는 목적에 대한 메시지를 전달하는 데 사용된다. 슬로건은 음악적인 톤을 가질 수도 있고, 노래로 쓰일 수도 있다. 슬로건은 종종 도달하고자 하는 청중의 주의를 사로잡는 데 사용된다. 슬로건이 상업적 목적으로 사용되는 경우, 소비자가 슬로건을 나타내는 제품과 연관시킬 수 있도록 기억하기 쉽고/중독성 있게 작성되는 경우가 많다. 슬로건은 나타내고자 하는 제품, 서비스 또는 목적에 대한 이미지를 만드는 데 도움이 되는 생산 측면의 일부이다. 슬로건은 반복적으로 사용될 수 있는 구를 형성하는 몇 가지 간단한 단어일 수 있다. 상업 광고에서 기업은 슬로건을 홍보 활동의 일부로 사용한다. 슬로건은 상품이나 서비스를 식별하는 전 세계적인 방법이 될 수 있다. 예를 들어 나이키의 슬로건 'Just Do It'은 나이키를 전 세계적으로 식별 가능한 브랜드로 확립하는 데 도움이 되었다.
슬로건은 청중의 주의를 끌고 소비자의 구매 결정에 영향을 미쳐야 한다. 슬로건은 기업이 소비자들이 자사 제품을 다른 제품과 비교하여 보는 방식에 영향을 미치기 위해 사용된다. 슬로건은 또한 광고하는 제품, 서비스 또는 목적에 대한 정보를 제공할 수 있다. 슬로건에 사용되는 언어는 전달하려는 메시지에 필수적이다. 현재 사용되는 단어는 소비자들이 제품과 연관시킬 다양한 감정을 유발할 수 있다. 좋은 형용사를 사용하면 효과적인 슬로건이 된다. 형용사가 묘사하는 명사와 짝을 이루면 단어를 통해 메시지의 의미를 드러내는 데 도움이 된다. 광고 목적으로 사용되는 슬로건의 목표는 슬로건이 제공하는 메시지와 정보를 통해 가능한 많은 소비자에게 제품이나 서비스를 판매하는 것이다. 슬로건의 메시지에는 제품의 품질에 대한 정보가 포함될 수 있다. 현재 제품과 그 품질에 대한 소비자 선호도를 유도하는 데 사용될 수 있는 단어의 예는: good, beautiful, real, better, great, perfect, best, and pure이다. 슬로건은 소비자들이 어떤 제품을 구매할지 선택할 때 행동하는 방식에 영향을 미칠 수 있다.
슬로건은 매력적이고 창의적인 방식으로 소비자에게 정보를 제공한다. 슬로건은 메시지의 영향이 중요한 강력한 목적을 위해 사용될 수 있다. 슬로건은 현재의 목적에 대한 인식을 높이는 데 사용될 수 있으며, 한 가지 방법은 그 목적이 지지하는 진실을 보여주는 것이다. 슬로건은 지지하는 메시지와 함께 명확해야 한다. 슬로건은 행동과 결합될 때, 의도된 청중에게 목적이 보여질 수 있는 영향력 있는 기반을 제공할 수 있다. 슬로건은 광고 목적이든 사회적 목적이든 대중에게 메시지를 전달하여 청중의 슬로건 주제에 대한 의견을 형성한다.
"인간이 듣거나 읽는 텍스트는 수신된 정보의 7%에 불과하다는 것은 잘 알려져 있다. 결과적으로 어떤 슬로건이든 단지 보조적인 역할만 할 뿐이다." (Rumšienė & Rumšas, 2014). 슬로건을 브랜드 이미지와 표현에 대한 보조적인 역할로 보는 것은 광고주들이 슬로건을 어떻게 구성해야 하는지 신중해야 하는 이유를 이해하는 데 도움이 된다. 슬로건은 로고와 이름이라는 브랜드 이미지의 다른 구성 요소들과 조화를 이루어야 한다. 예를 들어, 슬로건이 "환경 친화적"을 지향하는데 로고와 이름이 환경에 대한 관심이 거의 없음을 보여주는 것처럼 보인다면, 브랜드는 이러한 구성 요소들을 성공적인 브랜드 이미지로 통합하기가 더 어려울 것이다. 왜냐하면 공통된 이미지로 함께 통합되지 않을 것이기 때문이다.

### 항의에서
슬로건은 수백 년 전부터 시위에 널리 사용되어 왔지만, 특히 구텐베르크의 인쇄기 발명과 20세기 초 현대 대중 매체의 등장으로 인해 급격히 증가했다. 고대 시위에서 슬로건이 사용된 예로는 니카의 반란이 있는데, 이때 "니카!"(그리스어로 승리)라는 외침이 집결 도구로 사용되어 유스티니아누스 1세 통치하의 동로마 제국을 거의 무너뜨릴 뻔했다. 슬로건의 기본은 많은 정치인들에게 주목되었고 독재자들도 그 효과를 인정했다. 히틀러는 그의 저서 나의 투쟁에서 철학적 또는 사실적 근거가 있는지 여부와 관계없이 동일한 요점을 말하고 반복하라고 언급하며, 정치에서 "큰 거짓말"을 하라고 조언한다.
이 단순한 선전 효과는 나치와 소련 정권의 선전 포스터에 잘 나타나 있다. 반대로 슬로건은 자유민주주의 국가와 풀뿌리 조직에서도 캠페인 상황에서 자주 사용된다. 현대 시대에 정보의 속도와 양이 증가함에 따라 슬로건은 모든 캠페인의 주류가 되었으며, 종종 노동조합이 파업 시 자신들의 요구를 즉시 명확히 하기 위해 사용된다.
이는 많은 학자들이 주목해왔는데, 예를 들어 노엄 촘스키는 동의를 구하는 법에서 미디어와 현실의 우려스러운 융합을 지적하며, 특히 기업과 광고 제작의 맥락에서 이것이 지닌 잠재적 위험에 대해 논한다. 기업들은 시청자를 권한 부여하거나 배제하여 내집단 사고방식을 조장함으로써 시청자가 소비하도록 유도하려 한다. '동의를 구하는 법'은 국가 선전의 맥락에서 슬로건의 사용을 다루지만, 촘스키는 국가주의적 선전과 자본주의적 선전이 본질적으로 연결되어 있으며 명확히 서로 배타적이지 않다고 주장한다. 이들은 종종 역정보 캠페인에서 현대 소셜 미디어 형식에 잘 맞는 빠르고 즉각적인 선전 형태로 사용된다. 조지 오웰과 같은 이전 작가들은 빠르고 비판적이지 않은 슬로건이 복종적인 인구를 만들어내는 데 효과적으로 사용된다고 언급했으며, 주로 1984에서 언어 조작에 대한 일반적인 비판으로 쓰였다.

## 정치와 인종차별
슬로건은 종종 특정 집단을 비인간화하는 방식으로 사용된다. 미국에서 1950년대 반공주의 열풍이 거세지자 "레드보다 죽음이 낫다"는 문구가 특히 매카시즘 시대에 인기 있는 반공 슬로건이 되었다.
미국에 죽음을은 반미주의 정치 슬로건이자 구호이다. 이것은 이란과 조선민주주의인민공화국에서 사용된다(미제국주의자들에게 죽음을). 아랍인에게 죽음을은 일부 이스라엘인들이 사용하는 반아랍주의 슬로건이다.

## 같이 보기
- 캐치프레이즈
- 좌우명

## 참고 자료
- 이 문서에는 다음커뮤니케이션(현 카카오)에서 GFDL 또는 CC-SA 라이선스로 배포한 글로벌 세계대백과사전의 내용을 기초로 작성된 글이 포함되어 있습니다.